# Alicia Bogo
Alicia Bogo (Madrid,  10 de julio de 1972) es una actriz y presentadora española.
Su carrera ha estado estrechamente ligada a la televisión, donde empezó a los trece años como presentadora y posteriormente ha participado en multitud de series, aunque también cuenta con varias películas y cortometrajes en su filmografía.
En televisión destacan sus papeles en Al salir de clase (como Verónica) y el último hasta la fecha, Hospital Central (como Eva), una enfermera del Samur estudiante de último año, donde estuvo durante cuatro años y finalmente se marchó a un hospital de Sevilla. También participó en La que se avecina. Pero antes ya había tenido papeles fijos en Los ladrones van a la oficina, Menudo  es mi padre, Petra Delicado y Mediterráneo, así como episódicos en otras series.
En cine destacan sus trabajos a las órdenes de José Luis García Sánchez en su debut en la pantalla grande, El seductor, (1995), o Vicente Aranda en la película La mirada del otro.
También ha participado en montajes teatrales y ha realizado trabajos como modelo.

## Filmografía

### Cine

#### Largometrajes
- El seductor, (1995), de José Luis García Sánchez.
- Lejos de África, (1996), de Cecilia Bartolomé.
- La mirada del otro, (1998), de Vicente Aranda.
- Slam, (2003), de Miguel Martí.

#### Cortometrajes
- Un solo de cello, (1997), de Daniel Cebrián.
- Se fue, (1997), de Jacobo Martos.
- Creí que hacía lo que tu querías, (2004), de Pablo Valiente.

### Televisión

#### Como actriz
- Los ladrones van a la oficina, (1995)
- La casa de los líos
- Al salir de clase, (Verónica), (1997)
- La virtud del asesino, (1998)
- Menudo es mi padre, (1998)
- Petra Delicado, (1998)
- Mediterráneo, (2000)
- Hospital Central, (Eva Méndez), (2002-2006)
- De repente, los Gómez, (2009), (2 capítulos)
- La que se avecina, (2010), (Sonia Cerezo), (1 capítulo)

#### Como presentadora
- Ponte las pilas, (1991)
- Leña al mono que es de goma, (1993)
- Vía de estrellas, (1999)

## Teatro
- Don Juan y Doña Inés